# Гудж-стріт (станція метро)
51°31′15″ пн. ш. 0°08′04″ зх. д. / 51.520833° пн. ш. 0.134444° зх. д.
Гудж-стріт (англ. Goodge Stree) — станція Лондонського метро, обслуговує Північну лінію. Станція розташована у 1-й тарифній зоні, між станціями Воррен-стріт та  Тоттенгем-корт-роуд. Пасажирообіг на 2017 рік — 7.52 млн осіб.

## Історія
- 22 червня 1907 — відкриття станції у складі Charing Cross, Euston and Hampstead Railway, як Тоттенгем-корт-роуд
- 9 березня 1908 — змінена на сьогоденну назву[3][4]

## Пересадки
На автобуси оператора London Buses 14, 24, 29, 73, 134, 390, нічні маршрути N5, N20, N29, N73, N253, N279, цілодобові маршрути 14, 24, 134, 390